# 閻夢夔
阎梦夔（？—1644年），字侪益，号雲興，河南开封府鹿邑縣人。

## 生平
万历四十六年（1618年）戊午科河南乡试举人，四十七年（1619年）联捷己未科進士，授山西孝义县知县，清介自持，入帘得士胡遇春等五人。公仁厚抚民，考治行第一，授礼部精膳司主事，再历部郎，迁大名佥宪，旋调陜西肃州参议，又调洮泯副使，抚绥遐荒，方略丕著。崆峒、嘉峪之间，至今讴思焉。封朝议大夫，升山西雁平道副使，进右参政。朔方危地，多为巧宦者脱卸，公慨然身膺盘错，修备训练，力控神京右臂者多年。甲申（1644年）正月，李闯将抵关门，势如破竹，时有劝以避去者，夔不应，继有迫于降者，夔亦不应，嚼血矢心，惟曰：城亡与亡耳！力屈被执，贼欲留大用，夔曰：圣朝臣子岂肯从贼以苟活性命耶！贼苦以桁杨，加以梃刃，夔数骂，至百毒俱尝，犹骂不辍口而死。阁臣王铎奏请，赠太仆寺卿，赐祭葬。顺治四年（1647年），山西代州士民追思殉难，祀名宦。七年秋，本邑祀乡贤。

## 著作
所著有《中阳事纪》、《春曹题稿》、《中隐园草》、《天雄政略》、《酒泉初政》、《岷山政略》、《雁门政略》诸书，藏于家。